# شركة أبو ظبي للتوزيع
شركة أبو ظبي للتوزيع تعمل في مجال توزيع الماء والكهرباء للمستهلكين بمنطقة أبوظبي والمنطقة الغربية. تم تأسيس الشركة في 25 نوفمبر 1998 ضمن إعادة هيكلة قطاع الماء والكهرباء بإمارة أبوظبي، وبدأت الشركة أعمالها في 1 يناير 1999. تعد الملكية الكاملة لشركة لهيئة مياه وكهرباء أبوظبي.     

## وصلات خارجية
موقع شركة أبوظبي للتوزيع (بالإنجليزية)